# The Desperate Hero
The Desperate Hero er en amerikansk stumfilm fra 1920 af Wesley Ruggles.

## Medvirkende
- Owen Moore som Henry Baird
- Gloria Hope som Mabel Darrow
- Emmett King som Philip Darrow
- Rube Miller som Alan Moss
- Arthur Hoyt som Whitty
- Charles Arling som Joseph Plant
- Nell Craig som Evelyn Plant
- Virginia Caldwell som Dorothy Kind
- Tom Ricketts